# Thám tử lừng danh Conan: Quả bom chọc trời
Thám tử lừng danh Conan: Quả bom chọc trời (名探偵コナン 時計じかけの摩天楼 Meitantei Konan: Tokei Jikake no Matenrō) là bộ phim hoạt hình điện ảnh chính đầu tiên của bộ truyện tranh Thám tử lừng danh Conan được ra mắt tại Nhật Bản năm 1997, với thám tử chính là Kudo Shinichi. Bộ phim được ra mắt tại Bắc Mĩ bởi Funimation. Bộ phim cũng được chuyển thể thành truyện tranh. Tại Việt Nam phim được TTN Media mua bản quyền và phát sóng trên kênh HTV3 vào ngày 20 tháng 11 năm 2016, mở màn cho khung giờ phim hoạt hình điện ảnh cuối tuần trên kênh HTV3.

## Tổng quan
Trong tập phim này, ngày sinh nhật của Shinichi là ngày 4/5. Cậu ta được mời đến tham dự 1 buổi tiệc bởi kiến trúc sư Teiji Moriya, không biết rằng Shinichi đã bị teo nhỏ thành Conan. Vài ngày trước ngày sinh nhật, cậu ta nhận được 1 cú điện thoại từ 1 kẻ lạ mặt, dường như có ý muốn thách thức Shinichi. Ông ta bảo Conan (Shinichi) hãy tìm ra những quả bom đã được đặt quanh Tokyo. Sau đó, Conan phát hiện ra rằng kẻ đặt bom chính là Teiji Moriya, vốn là 1 kiến trúc sư. Ông ta có ý định phá huỷ những công trình kiến trúc sai lầm của chính mình. Ran đang chờ Shinichi trong rạp chiếu phim (cô ấy đã mời Shinichi đến xem phim trong ngày trước sinh nhật của cậu ấy), đã bị kẹt bên trong toà nhà khi vài quả bom đầu tiên phát nổ và chặn lối ra vào. Conan tìm cách cứu Ran nhưng vì trận nổ đó, con đường dẫn tới Ran đã bị chặn lại bởi cánh cửa thoát hiểm  bị thay đổi hình dạng nên đã bị kẹt và không mở được. Conan dùng nơ thay đổi giọng nói và nói với Ran như là Shinichi. Cậu ta gọi (Bằng điện thoại di động của mình tới điện thoại để bàn của rạp chiếu phim) Ran và cô ấy trả lời lại qua điện thoại bàn của rạp chiếu phim. Khi nghe Shinichi (Conan) nói rằng có một sứ mạng quan trọng cần nhờ Ran giúp đó là vô hiệu hóa quả bom thì Ran bảo là sóng điện thoại có vẽ chập chờn nên cô nói rằng cô sẽ dời quả bom đến sát cánh cửa để nói chuyện trực tiếp. Cô ấy đã làm theo những lời Shinichi bảo, Nhưng còn hai sợi dây màu đỏ và màu xanh dương. Sợi dây cuối cùng bị cắt sẽ được quyết định bởi Ran. Ran đã chọn sợi dây màu xanh để cắt, bởi vì bộ phim sắp tới mà họ sẽ đi xem là về 2 người yêu nhau được gắn kết bởi sợi chỉ màu đỏ. Và cuối cùng kết thúc an toàn.
Chú thích: trước đó Ran đã gọi điện cho Shinichi và hỏi cậu ta thích màu gì, câu trả lời của Shinichi là đỏ, vì Shinichi biết màu đỏ chính là màu mà Ran thích, sau đó cô đã mua chiếc áo len màu đỏ để tặng cậu vào ngày sinh nhật. Ngày hôm ấy Ran xem tử vi trên báo được biết tháng đó màu đỏ là màu may mắn của cả hai người. Việc này vô tình để cho giáo sư Teiji Moriya biết được.
Khi phát hiện ra quả bom còn 2 sợi dây cuối cùng (xanh dương và đỏ) mà cách tháo lại không có trong bản vẽ của quả bom mà cậu cướp được từ giáo sư. Shin đã quyết định để Ran cắt sợi dây có màu mà mình thích. Nhưng lát sau khi cậu nhớ lại lời cảnh báo của Teiji Moriya, Shinichi biết đấy là cái bẫy, không may một trận sụp đổ làm hư mất điện thoại của cậu khiến cậu mất liên lạc với Ran. Cứ ngỡ cuộc đời hai người sẽ đứt như sợi dây ấy thế nhưng.. Ran đã quyết định không cắt sợi dây màu đỏ mà là sợi màu xanh, nhờ vậy mà quả bom đã bị vô hiệu hóa hoàn toàn.

## Nội dung

### Mở đầu câu chuyện
Mở đầu câu chuyện bằng một vụ án tại nhà Kurokawa Daizo, viện trưởng bệnh viện Kurokawa. Nạn nhân chính là Daizo. Trước lúc tắt thở nạn nhân đã để lại lời trăn trối 3 chữ cái JUN trên bàn phím máy tính. Lời nhắn đó ám chỉ ai trong ba người: Kurokawa Mina, phu nhân ông ta; Kurokawa Daisuke, con trai ông ta và Nakazawa Minami, quản gia. Nhờ vào bàn tay của nạn nhân trên bàn phím, Conan đã đoán được hung thủ, đó chính là quản gia Minami. Vào lúc cô ta đánh đằng sau Daizo, tất nhiên, việc đầu tiên ông ta làm chính là ôm đầu nên ngón tay của ông ta đã bị dính máu. Ông ta đã quay lại để xem kẻ tấn công là ai và bị đánh thêm một cái nữa. Do ngón tay của ông vô tình chạm phải nút chuyển ký tự Nhật thành ký tự La tinh trong khi bị đánh phát thứ hai nên đã vô tình kéo luôn cả cái bàn phím xuống dưới đất (Ông ta cũng ngã xuống đất luôn).

### Bức thư mời
Conan đến nhà tiến sĩ Agasa kiểm tra hộp thư nhà mình. Chợt cậu nhận được một thư mời từ một kiến trúc sư tên Moriya Teiji đến ăn tiệc tại sân sau nhà ông. Vì thân hình bé nhỏ của cậu, cậu đã nhờ Ran đến tiệc thay cậu cùng ông Mori, tất nhiên là cả Conan nữa. Với phần thưởng là xem những kiến trúc của ông lúc còn 30 tuổi trở đi vì một câu đố dí dỏm, khá khó. Thế rồi, từng kiến trúc của ông đã bị đặt bom và thiêu cháy. Khi đang xem bản tin nói về vụ hoả hoạn, Conan nhận được một cú điện thoại từ tên khủng bố đã cướp lấy chất nổ từ một nhà máy nhà nước. Hắn bảo rằng hắn đã cài bom vào những địa điểm khác nhau và nói với cậu rằng hãy tìm những quả bom ấy trong danh dự của một thám tử.

### Những quả bom
Đầu tiên, Conan nhận được cú điện thoại từ tên khủng bố. Đe doạ Conan bọn trẻ sẽ chết bên bờ sông nơi công viên Beika. Quả bom được đặt trong chiếc máy bay đồ chơi nhỏ của ông khủng bố đưa cho bọn Genta, Ayumi, Mitsuhiko. Conan sớm phát hiện và đã đá bộ điều khiển vào máy bay, làm cho nó nổ tung.
Conan lại nhận được một cú điện thoại từ tên khủng bố, hắn cho gợi ý rằng quả bom thứ 2 sẽ được đặt nơi ga xe lửa Beika, "ở dưới gốc cây". Câu không chờ đợi gì lấy chiếc ván trượt của cậu đến "Beika Station". Cuối cùng, cậu cũng tìm ra. Nhưng tiếc rằng quả bom lại ở trong một chuồng mèo (Mèo: Neko Rễ cây: Nekko, hai từ này phát âm giống nhau) lại được một cụ già lấy đi. Cậu chỉ còn biết cách chạy theo, mang quả bom ra một bãi rộng, cho nó nổ tung. Tuy nhiên, vì vậy mà vụ nổ làm cậu bay ra, đập đầu vào một thân cây gần đấy.
Conan vào bệnh viện nằm sau khi cảnh sát tìm thấy cậu. Cậu kể lại sự việc và lại nhận được cú điện thoại ấy. Tuy đang nằm trong bệnh viện nhưng cậu vẫn cố gắng giải được mật thư. Thế rồi cậu dựa vào chiếc ván trượt sử dụng năng lượng mặt trời để chạy rồi giải mật thư. Và mọi người suy ra rằng thủ phạm là người có thù oán với Shinichi. Tiến sĩ Agasa nghĩ lại vụ án gây dư luận nhất mà Shinichi từng phá. Đó là vụ án đụng xe tại thành phố Nishitama. Nghi phạm là 2 cha con thị trưởng Okamoto, Okamoto Saicho và Okamoto Kohei. Dựa vào thế vừa lái vừa hút thuốc của Kouhei, Shinichi đã biết được thủ phạm, chính là Saichou Okamoto. Sau khi bị bắt, công trình "Nishitama, Thành phố của chúng ta" bị đình chỉ. Cảnh sát nghi ngờ Kouhei trả thù cho cha. Nhưng rồi cậu ta có chứng cứ ngoại phạm. Thế rồi 5 quả bom trên cây cầu - một trong những kiến trúc thời tuổi 30 của giáo sư Moriya. Nhờ suy luận của Conan, cảnh sát đã tìm hiểu được tất cả các vụ hỏa hoạn gần đây đều do Moriya Teiji thiết kế, và mọi người đoán rằng hung thủ không chỉ có thù hằn với Shinichi mà còn có thù hằn với Moriya Teiji.

### Vạch mặt hung thủ
Khi đến nhà giáo sư thẩm vấn, Conan chợt phát hiện ông là kẻ khủng bố vụ cướp. Rồi giăng bẫy buộc ông ta phải đầu hàng. Thật kì lạ rằng vì một kiến trúc sư như ông chắc hẳn phải rất yêu mến những tác phẩm của mình làm nên, ông làm thế chỉ vì những ngôi nhà không được xây theo ý của ông - một hướng đối xứng. Điều ấy khiến ông vô cùng tức giận. Lý do ông ta thách thức Shinichi là vì cậu đã làm thị trưởng một thành phố bị bắt trong một vụ án cậu xử, Moriya đã thiết kế bảng vẽ có tên "Thành phố mới" cho công trình ông sắp thành công thì đã bị huỷ.

### Quả bom cuối cùng
Bom nổ vẫn chưa hẳn hết. Ran đã bị mắc kẹt trong toà nhà Beika, nơi cô bé hẹn với bạn mình Shinichi để xem một bộ phim chúc mừng sinh nhật cậu. Ran buộc phải nghe theo lời Conan (giả giọng Shinichi) chỉ cách vô hiệu hoá quả bom. Nhưng không may, trò chơi đen trắng mèo vờn chuột của ông Moriya vẫn còn. Còn 2 dây xanh và đỏ!! Dây nào vô hiệu hoá quả bom, dây nào là ngòi nổ. Trong tuyệt vọng, Ran cắt dây xanh. Cô không cắt chiếc dây đỏ vì cô nói rằng đó là sợi dây kết nối cô với Shinichi, cô không bao giờ cắt nó một cách lãng xẹt như vậy. Và chính điều này đã cứu cô khỏi quả bom chọc trời đó.
Cuối phim, Ran cầm chặt trên tay cái bịch chứa chiếc áo pôlô đỏ cô định dành tặng cho Shinichi.

## Phân vai
| Nhân vật             | Diễn viên lồng tiếng | Diễn viên lồng tiếng |
| -------------------- | -------------------- | -------------------- |
| Nhân vật             | Nhật Bản             | Việt Nam             |
| Edogawa Conan        | Takayama Minami      | Hoàng Khuyết         |
| Kudo Shinichi        | Yamaguchi Kappei     | Hoàng Khuyết         |
| Mori Ran             | Yamazaki Wakana      | Thuý Hằng            |
| Mori Kogoro          | Kamiya Akira         | Trần Vũ              |
| Suzuki Sonoko        | Matsui Naoko         | Ngọc Quyên           |
| Yoshida Ayumi        | Iwai Yukiko          | Kim Ngọc             |
| Tsuburaya Mitsuhiko  | Ōtani Ikue           | Chánh Tín            |
| Kojima Genta         | Takagi Wataru        | Thiện Trung          |
| Tiến sĩ Agasa        | Ogata Kenichi        | Chơn Nhơn            |
| Thanh tra Megure     | Chafurin             | Trí Luân             |
| Moriya Teiji         | Ishida Tarō          | Tất My Ly            |
| Ninzaburou Shiratori | Kaneto Shiozawa      | Tuấn Anh             |
| Kurokawa Daisuke     | Yanaji Kazuhiro      | Hạnh Phúc            |
| Kurokawa Mina        | Miyadera Tomoko      | Linh Phương          |
| Okamoto              | Hirao Jin            | Minh Vũ              |
| Okamoto Kohei        | Tanigawa Sun         | Quang Tuyên          |